# Choroby rostlin

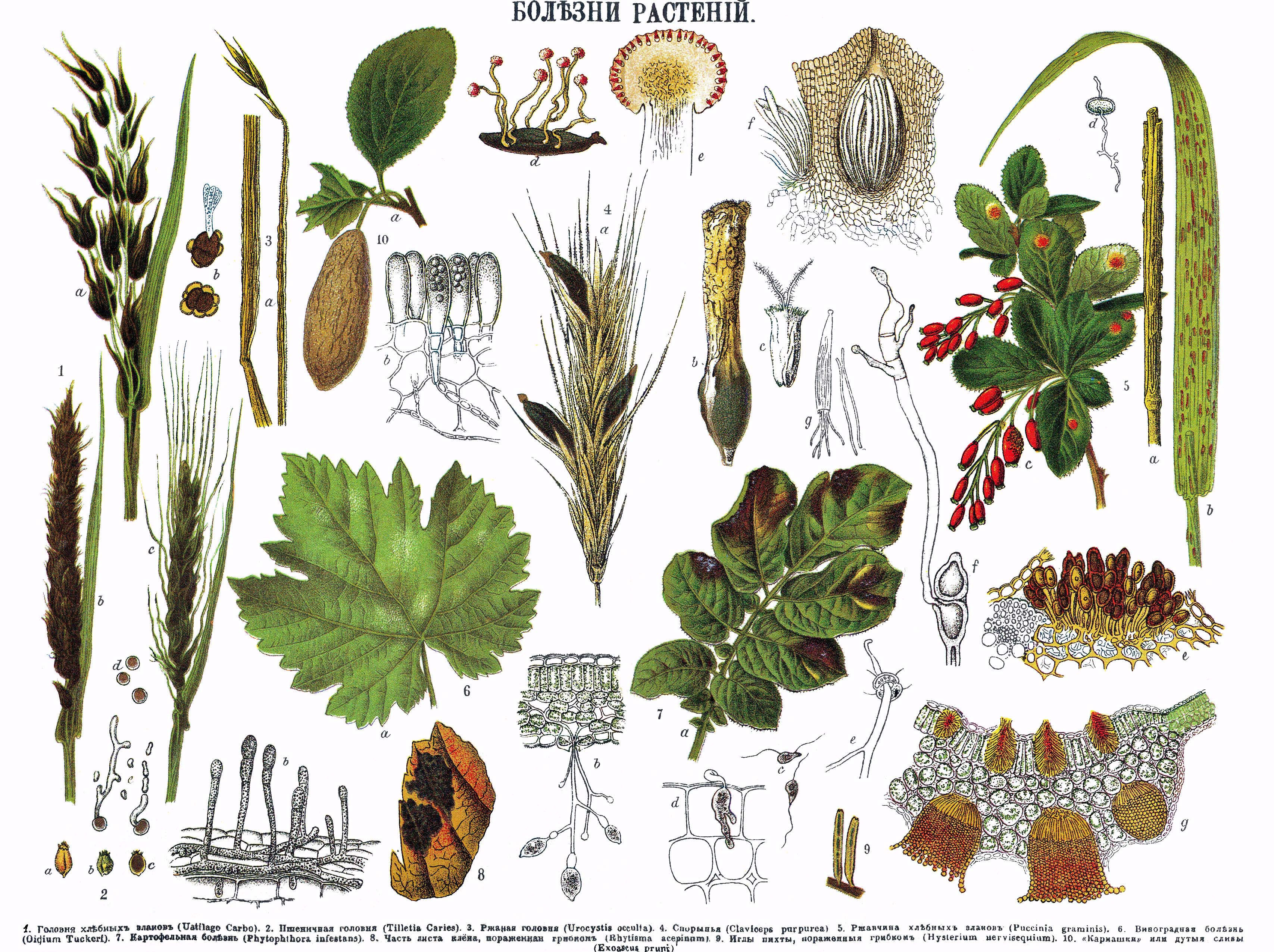
typy rostlinných chorob

Choroba rostliny je narušení životních procesů, které překračuje meze přípustné variability natolik, že homeostatické mechanismy nejsou s to následky narušení napravit, takže postižená rostlina začne strádat, její vitalita, růstová i produkční výkonnost a životnost klesá.

## Systém
Systém chorob rostlin sensu lato:
- endogenní choroba – vrozená chyba metabolismu rostliny, která přechází z generace na generaci.[3]
- exogenní choroba – narušení životních funkcí rostliny způsobené vnějšími environmentálními biotickými a abiotickými agens.[3]
  - biotikóza
    - biotické poškození
    - choroba sensu stricto (infekční, neinfekční, neparazitická)

  - abiotikóza
    - abiotické poškození
    - porucha (nutriční poruchy, povětrnostní a půdní podmínky)

  - ko-abio-biotikóza (komplexní choroby, fenomén chřadnutí stromů, alelopatické interakce, problémy způsobené člověkem, účinky přesadby)

## Choroba
Choroby rostlin jsou stavy, kdy dochází u rostlin k fyziologickým odchylkám od normálu, jako následek působení patogena. Choroba může, ale i nemusí být identifikovaná symptomy (příznaky). Nejčastějšími původci chorob jsou viry, viroidy, fytoplasmy, bakterie a houby. Symptomy se dělí na nekrotické, kdy dochází k odumření části rostliny, na hypoplastické (zpomalení dělení buněk) a hyperplastické (nárůst počtu buněk). Chorobami rostlin se zabývá rostlinolékařská diagnostika. Význam znalosti chorob rostlin a jejich léčení spočívá v poznání okolního světa a ve snížení finančních ztrát u kulturních rostlin. Např. v zemědělství se provádí prognóza a signalizace výskytu, která má za cíl odhadnout v předstihu výskyt škůdců a možných chorob či poškození rostlin tak, aby mohli být včas použity pesticidy. V současné době se v České republice pracuje na novém systematičtějším českém názvosloví, které by bylo jednotné a umožnilo identifikovat z názvu původce i hostitelskou rostlinu.